# Thaptomys nigrita
Thaptomys nigrita је врста глодара из породице хрчкова (Cricetidae).

## Распрострањење
Ареал врсте је ограничен на мањи број држава. Врста је присутна у Бразилу, Аргентини, Парагвају и Уругвају.

## Станиште
Станишта врсте су поља, грмље, шуме и планине.

## Угроженост
Ова врста је наведена као последња брига, јер има широко распрострањење и честа је врста.